# Козёва
Козёва (укр. Козьова́, пол. Koziowa) — село в Стрыйском районе Львовской области Украины. Административный центр Козёвской сельской общины. Расположено в Карпатах на границе Национального парка Сколевские Бескиды, на автотрассе М-06 (E-50) Киев — Львов — Чоп в 19 км от Сколе, в 127 км от Львова и 669 км от Киева.

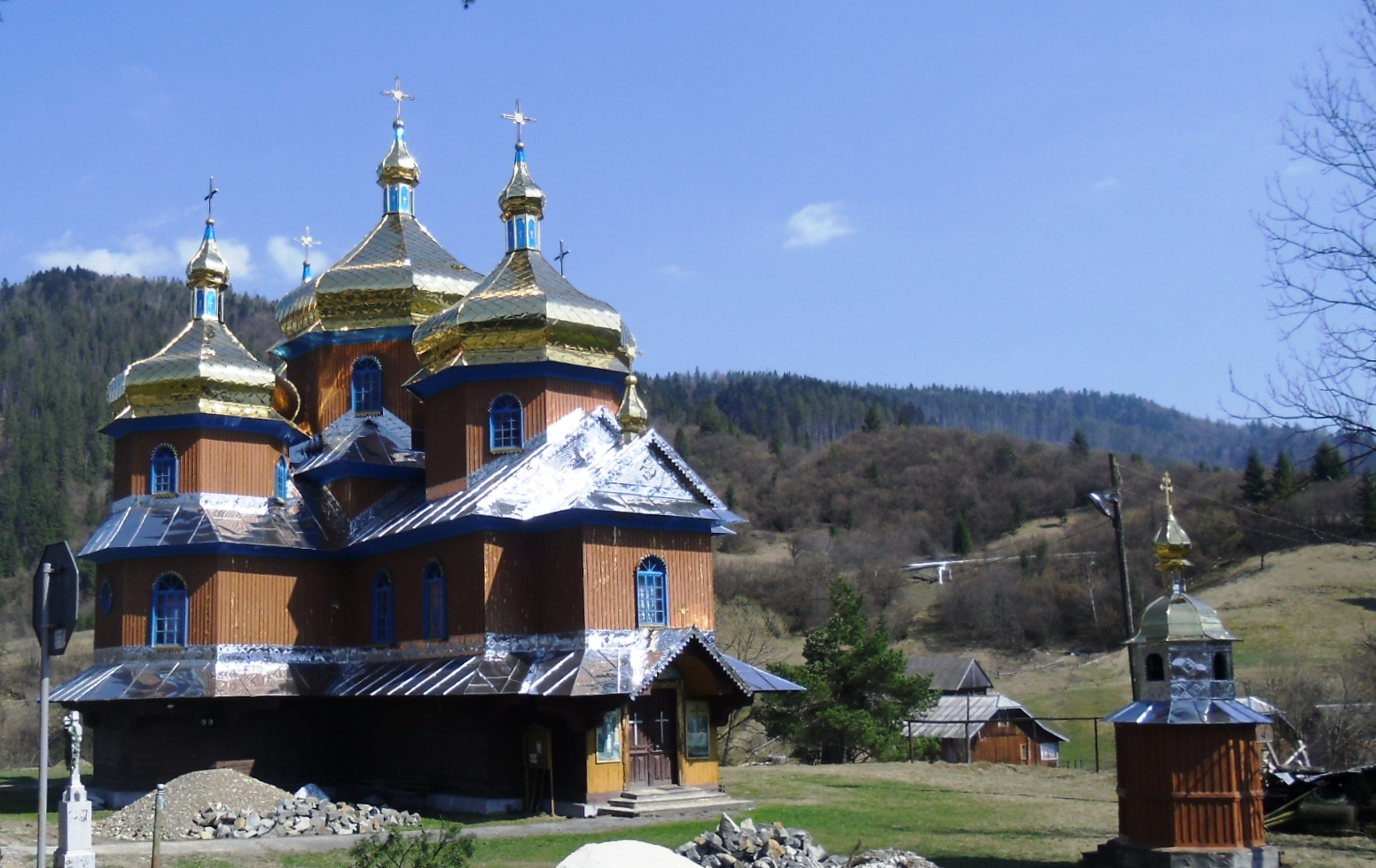
Село Козева Львовской области. Деревянная церковь св. Николая 1926

Через село протекает речка Орява, приток Опира. Вблизи села проходит магистральный нефтепровод «Дружба», тут же находится нефтеперекачивающая станция «Карпаты». На север от села у дороги имеется источник чистой горной воды, возле которого останавливаются автоперевозчики и автотуристы, чтобы утолить жажду и пополнить запасы воды.
За селом Козёва, повернув направо (есть указатель), находится горнолыжная база Тисовец, расположенная на высоте более 1000 метров над уровнем моря.

## История

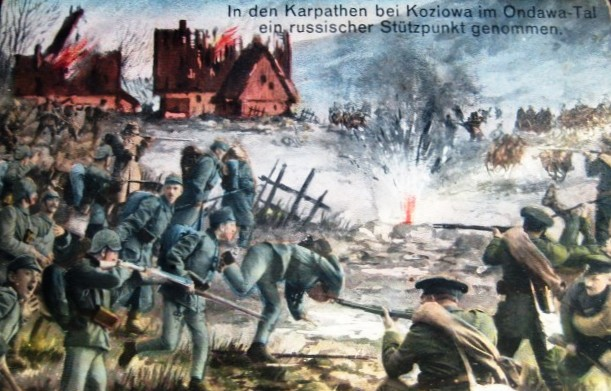
Почтовая открытка Австро-Венгрии. Первая мировая война. Битва под Козево

Впервые Козёева упоминается в письменных исторических источниках 1538 года.
Во время Первой мировой войны здесь произошло крупное сражение, вошедшее в историю под именем «Битва под Козево».
В ходе сражения село было полностью сожжено. Оставшиеся в живых жители Козево были переселены в прикаспийские степи.

## Достопримечательности
В селе находится деревянный храм святого Николая (1926 г.).